# Share Ross
Sharon June Ross, detta Share, nota anche con lo pseudonimo di Share Pedersen (nata Sharon June Howe; Glencoe, 21 marzo 1963), è una bassista statunitense, membro della rock band tutta al femminile delle Vixen.

## Biografia
Si unisce alle Vixen nel 1987, sostituendo la bassista originale Pia Maiocco. Con loro pubblica i due album Vixen (1988) e Rev it Up (1990) prima dello scioglimento nel 1991.
Nel 1990 viene coinvolta nella superband di Los Angeles, Contraband, con la quale pubblica l'album omonimo Contraband nel 1991.
Nel 1997 la Pedersen declina l'invito alla riunione delle Vixen, in quanto già impegnata col gruppo Bubble, dove milita anche il marito, l'ex batterista della band The Dogs D'Amour, Bam Bam.
Nel 1999 insieme al marito partecipa alla riunione dei Dogs D'Amour, con la quale registra l'album Happy Ever After nel 2000, suonando basso e tastiere. In seguito cambia nome in Share Ross e torna nei Bubble, a cui partecipano, oltre al marito, anche i membri dei Faster Pussycat, Brent Muscat e Eric Stacy. Nel 2000 la band pubblica l'album How 'Bout This?. Nel 2010, ha suonato per una sola notte in una cover band LA Nookie, con la futura compagna delle Vixen, la vocalista Lorraine Lewis dei Femme Fatale, per supportare Ratt in quest'ultimo party per l'uscita del loro settimo e ultimo album Infestation. Come Share Pedersen, ha registrato con il batterista dei Ratt in quel periodo Bobby Blotzer nel solitario album omonimo dei Contraband.
Nel 2012 Share si ricongiunge alla formazione storica delle Vixen. 
Curiosamente, Share è nata lo stesso giorno della ex cantante delle Vixen Janet Gardner.

## Discografia

### Con le Vixen
- Vixen (1988)
- Rev it Up (1990)

### Altri album
- Contraband - Contraband (1991)
- The Dogs D'Amour - Happy Ever After (2000)
- The Dogs D'Amour - Seconds (2000)
- Bubble - How 'Bout This? (2000)